# Team Picnic PostNL
El Team Picnic PostNL (código UCI: TPP) es un equipo ciclista profesional neerlandés de categoría UCI WorldTeam que participa en la primera división UCI WorldTour así como de algunas carreras del Circuito Continental, principalmente en el circuito Europeo.

## Orígenes
El equipo se creó en 2005, tras la fusión del equipo neerlandés Bankgiroloterij que en 2004 había sido de primera categoría y el equipo japonés de tercera Shimano Racing. Esa primera temporada fue registrado en la categoría Profesional Continental con el nombre Shimano-Memory Corp. Al año siguiente la empresa de herramientas Skil pasó a ser el patrocinador principal.

## Skil y Shimano como patrocinadores
Su principal patrocinador hasta 2011, Skil, ya había sido patrocinador ciclista en ocasiones anteriores. En la temporada de su debut en 1984 con la denominación Skil-Reydel, logró como gran éxito la victoria en la general individual de la Vuelta de manos de Eric Caritoux, también copatrocinó el equipo Kas.
Por su parte Shimano patrocina otro equipo japonés llamado Shimano Racing Team.

## Historia

### 2009
En esta temporada sus arriesgadas estrategias durante la París-Niza le sirvieron para participar por primera vez en el Tour de Francia. En esta Gran Vuelta el equipo estuvo presente en muchas de las fugas que se produjeron y el mejor clasificado en la general fue el francés Thierry Hupond que acabó el 90.º. En lo que respecta a la clasificación por equipos, el equipo quedó el último clasificado con más de siete horas de diferencia respecto al primero y con más de tres horas respecto al penúltimo.

### 2010
Para la temporada 2010 anunció un nuevo copatrocinador, el Hotel Bastion Group, lo que motivará el traslado de la base de entrenamientos del equipo de Deurningen a Limburg, donde tiene su sede el grupo hotelero.

### 2011
En 2011, Marcel Kittel un joven ciclista alemán de 22 años llegó al equipo. Kittel, tuvo una excelente actuación durante la temporada y le dio al equipo 17 triunfos, incluidos 5 en carreras del UCI World Tour (4 etapas del Tour de Polonia y 1 en la Vuelta a España).
A finales de septiembre, se anunció que nacería en el equipo un nuevo proyecto llamándose a partir de 2012 Project 1t4i, y a la espera de la confirmación de los patrocinadores oficiales que le dieran nombre al equipo. Este nombre fue un juego de palabras para decir "one team, four i", es decir, "un equipo, cuatro íes", siendo las íes "inspiration, integrity, improvement and innovation". Con aspiraciones de llegar ya en su primera temporada a ser equipo ProTour, no tuvo posibilidad ya que en el ranking deportivo de la UCI quedó en la posición 21.ª. Igualmente su mánager, Iwan Spekenbrink se mostró confiado de alcanzar la máxima categoría en 2013.

### 2012

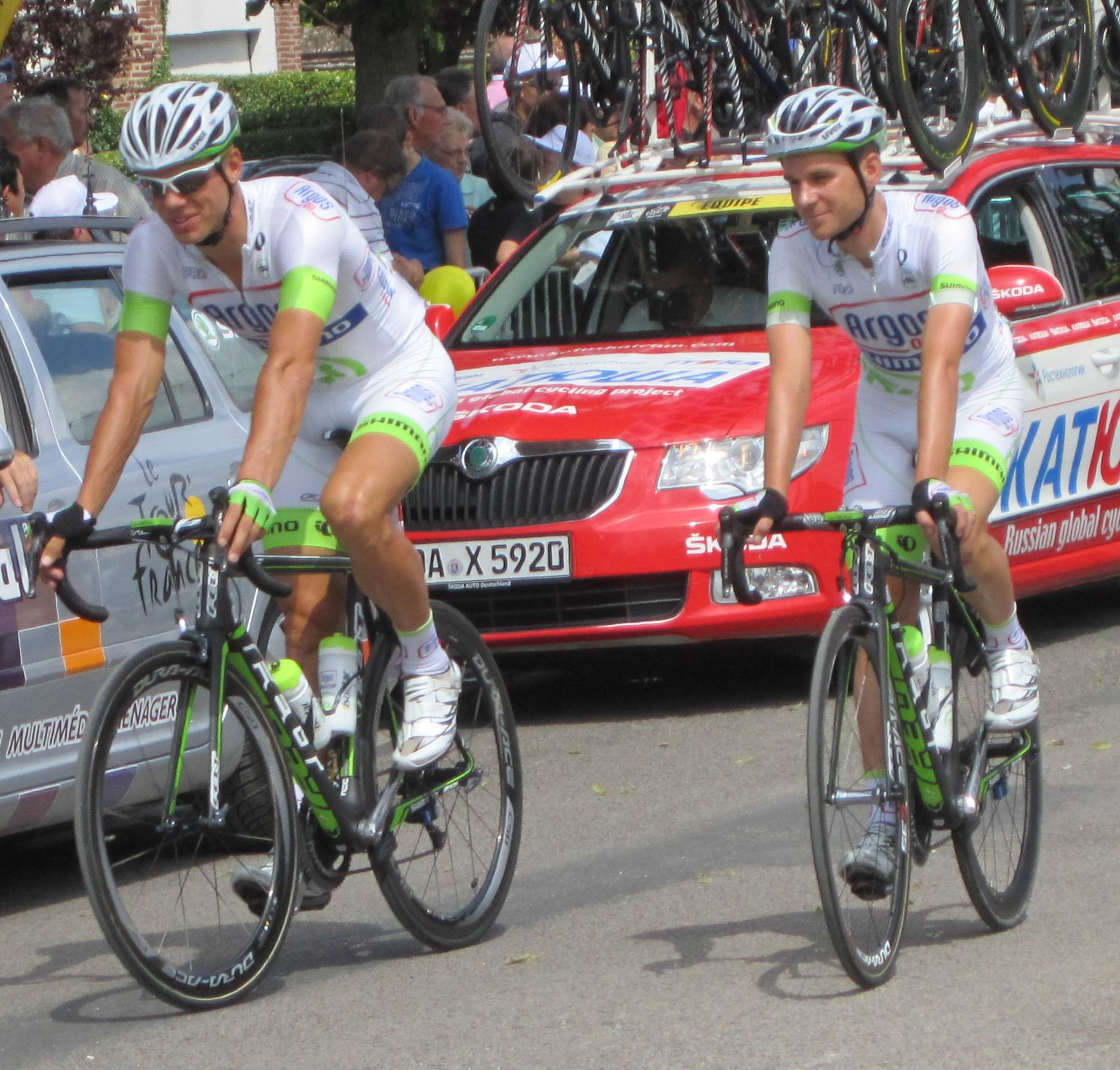
Tom Veelers y Patrick Gretsch en el Tour de Francia 2012.

Luego de competir bajo el nombre Project 14ti desde enero, el 30 de marzo, fueron presentados los patrocinadores que avalan el proyecto y que firmaron un contrato por tres años. Argos-Shimano es la nueva denominación del equipo debido a las empresas Argos North Sea Group (petrolífera holandesa) y Shimano (componentes para bicicletas).
El equipo tuvo una muy buena temporada con más de 30 triunfos. John Degenkolb fue uno de los destacados de la escuadra con 12 triunfos, incluidas 5 victorias en la Vuelta a España. Marcel Kittel siguió en el mismo camino que la temporada anterior y logró 13 victorias, las más destacadas 2 etapas del Eneco Tour. Además, Degenkolb fue campeón del UCI Europe Tour 2011-2012 y Kittel vicecampeón.
La gran suma de puntos del Argos-Shimano lo ubicaron al final de la temporada 2012 el la posición 16 del ranking de mérito deportivo (5 posiciones mejor que en la temporada anterior), teniendo gran chance de ascender a la máxima categoría. El equipo solicitó la licencia ProTeam y ésta fue aceptada por la UCI por un período de 4 temporadas (2013-2016).

### 2013
Con la misma base de 2012, el equipo continuó en su línea de buscar triunfos de etapa y carreras de un día, manteniendo en la plantilla a Kittel y Degenkolb. Aunque buscando un cambio en la filosofía, contrató a la joven promesa francesa Warren Barguil, con características de escalador.
La primera victoria en el UCI WorldTour, vino de la mano de Marcel Kittel, cuando ganó la 2ª etapa de la París-Niza. Luego llegaron 10 triunfos más incluyendo etapas en las tres grandes; Degenkolb ganó una etapa del Giro, Kittel cuatro en el Tour de Francia y Warren Barguil, dos en la Vuelta a España. Sumando los triunfos en los circuitos continentales lograron 29 victorias durante la temporada.

### 2014
Para la temporada 2014 el equipo tuvo nuevo nombre, convirtiéndose en el Team Giant-Shimano al entrar como patrocinador principal la marca de bicicletas Giant y llevando casi todo el peso presupuestario. Degenkolb resultó 13.º en el UCI WorldTour con Giant-Shimano, triunfando en Gante-Wevelgem y obteniendo cuatro etapas y la clasificación por puntos de la Vuelta a España.
A finales de la temporada 2014 se anuncia la llegada de Alpecin, un nuevo patrocinador para las próximas temporadas y una empresa alemana dedicada a la fabricación de cosméticos, el acuerdo es por cuatro temporadas y el equipo se denominara Team Giant-Alpecin a partir de 2015, también de esta manera regresa un patrocinador alemán a la máxima categoría después de haber estado ausente durante cinco años.

## Corredor mejor clasificado en las Grandes Vueltas
| Año  | Giro de Italia         | Tour de Francia     | Vuelta a España          |
| ---- | ---------------------- | ------------------- | ------------------------ |
| 2005 | -                      | -                   | -                        |
| 2006 | -                      | -                   | -                        |
| 2007 | -                      | -                   | -                        |
| 2008 | -                      | -                   | -                        |
| 2009 | -                      | 87.º Thierry Hupond | -                        |
| 2010 | -                      | -                   | -                        |
| 2011 | -                      | -                   | 49.º Johannes Fröhlinger |
| 2012 | -                      | 103.º Koen De Kort  | 71.º Simon Geschke       |
| 2013 | 52.º Thomas Damuseau   | 41.º Tom Dumoulin   | 36.º Georg Preidler      |
| 2014 | 27.º Georg Preidler    | 33.º Tom Dumoulin   | 8.º Warren Barguil       |
| 2015 | 83.º Tobias Ludvigsson | 14.º Warren Barguil | 6.º Tom Dumoulin         |
| 2016 | 26.º Georg Preidler    | 23.º Warren Barguil | 52.º Tobias Ludvigsson   |
| 2017 | 1.º Tom Dumoulin       | 10.º Warren Barguil | 4.º Wilco Kelderman      |
| 2018 | 2.º Tom Dumoulin       | 2.º Tom Dumoulin    | 10.º Wilco Kelderman     |
| 2019 | 34.º Chris Hamilton    | 40.º Lennard Kämna  | 7.º Wilco Kelderman      |
| 2020 | 2.º Jai Hindley        | 54.º Marc Hirschi   | 37.º Robert Power        |
| 2021 | 7.º Romain Bardet      | 54.º Mark Donovan   | 25.º Romain Bardet       |
| 2022 | 18.º Thymen Arensman   | 7.º Romain Bardet   | 6.º Thymen Arensman      |
| 2023 | 8.º Andreas Leknessund | 46.º Chris Hamilton | 21.º Romain Bardet       |
| 2024 | 9.º Romain Bardet      | 30.º Romain Bardet  | 35.º Max Poole           |
| 2025 | 11.º Max Poole         | 4.º Oscar Onley     | Bandera de ?             |

## Equipo filial sub-23 y femenino
Durante el 2014 contó con un equipo filial en la categoría continental llamado Giant-Shimano Development Team, el cual se registró en Suecia. La formación, estaba dirigida por el alemán Jens Lang, contaba con 10 corredores y estaba enfocada en formar jóvenes valores por lo cual los integrantes de la plantilla fueron menores de 23 años; el equipo corrió solo durante una temporada debido a que a partir de la temporada 2015, el Giant-Alpecin se va a enfocar es en hacer concentraciones con jóvenes promesas.
También cuenta con un equipo femenino llamado como el principal masculino, Team Giant-Shimano. Once corredoras integran la plantilla entre las que se destacan Kirsten Wild y Claudia Häusler.

## Equipación
| Skil-Shimano (2006-2010) | Giant-Shimano (2014) | Giant-Alpecin (2015-2016) | Sunweb (2017-2018) |

| Sunweb (2019-2020) | DSM (2021-2023) | dsm-firmenich PostNL (2024-) |

## Material ciclista

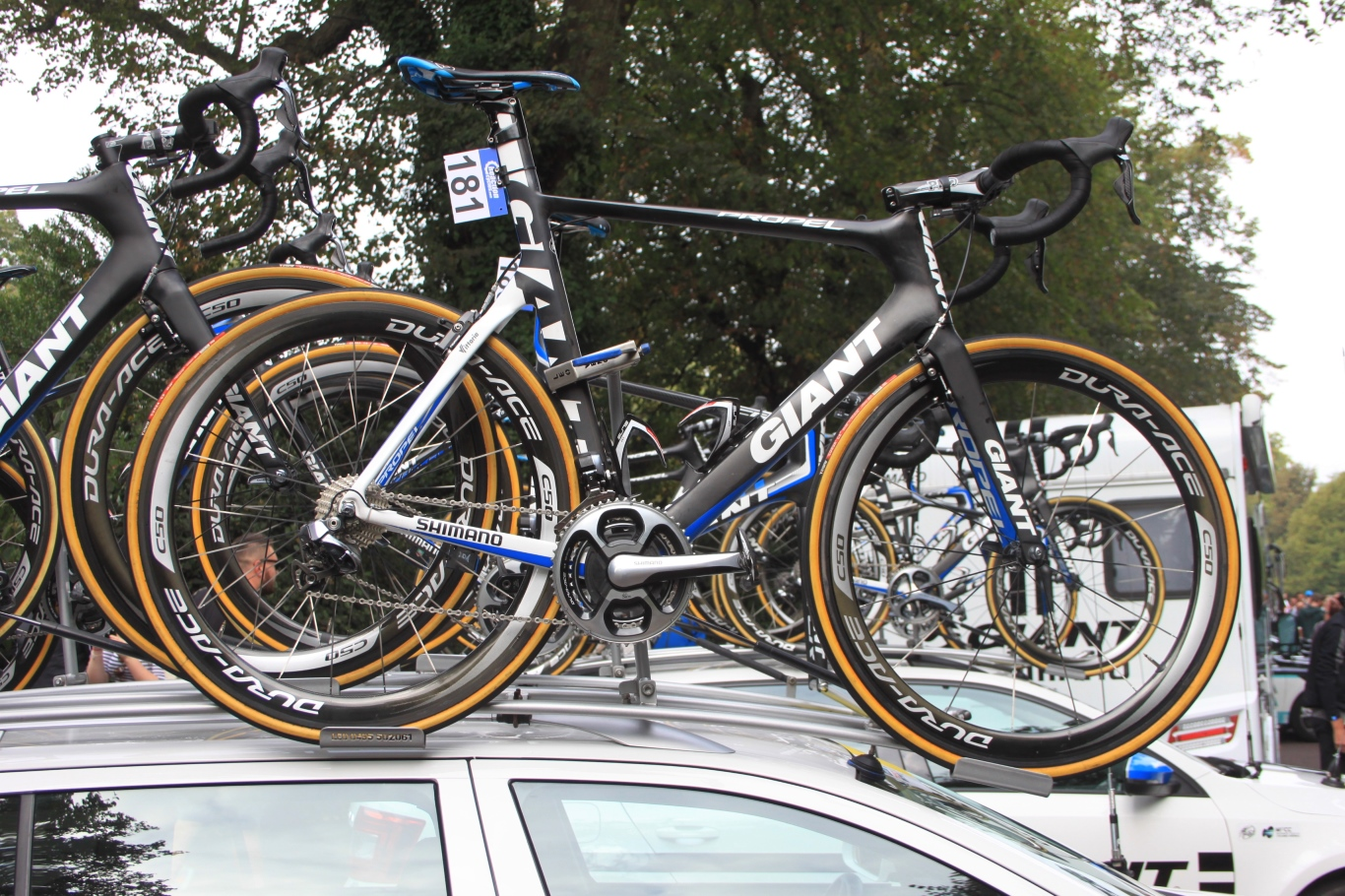
Bicicletas del equipo en la Vuelta a Gran Bretaña 2014.

- Bicicletas: Scott
- Componentes: Shimano
- Ruedas: Vittoria
- Equipación: Craft
- Sillines: Pro
- Cascos: Scott
- Botellines: Elite
- Cuentakilómetros: Garmin

## Clasificaciones UCI
A partir de 2005 la UCI instauró los Circuitos Continentales UCI, donde el equipo estuvo desde que se creó dicha categoría, registrado dentro del UCI Europe Tour. Estando en las clasificaciones del UCI Europe Tour Ranking, UCI Asia Tour Ranking así como en la global de los equipos Continentales Profesionales adheridos al pasaporte biológico creada en 2009 PCT Biological passport. Las clasificaciones del equipo y de su ciclista más destacado son las siguientes (excepto en la PCT Biological passport que solo es clasificación de equipos):
| Año                            | Clasificación por equipos | Mejor corredor en la clasificación individual | Posición |
| 2005 (Asia Tour)               | 13.º                      | Hidenori Nodera                               | 12.º     |
| 2005 (Europe Tour)             | 50.º                      | Stefan Schumacher                             | 3.º      |
| 2005-2006 (Asia Tour)          | 2.º                       | Maarten Tjallingii                            | 5.º      |
| 2005-2006 (Europe Tour)        | 17.º                      | Aart Vierhouten                               | 28.º     |
| 2006-2007 (Asia Tour)          | 7.º                       | Hidenori Nodera                               | 19.º     |
| 2006-2007 (Europe Tour)        | 14.º                      | Paul Martens                                  | 40.º     |
| 2007-2008 (Asia Tour)          | 4.º                       | Hidenori Nodera                               | 16.º     |
| 2007-2008 (Europe Tour)        | 35.º                      | Robert Wagner                                 | 53.º     |
| 2008-2009 (Asia Tour)          | 4.º                       | Tom Veelers                                   | 54.º     |
| 2008-2009 (Europe Tour)        | 6.º                       | Kenny van Hummel                              | 2.º      |
| 2009 (PCT Biological passport) | 6.º                       | -                                             | -        |
| 2010-2011 (America Tour)       | 37.º                      | Kenny van Hummel                              | 319.º    |
| 2010-2011 (Asia Tour)          | 11.º                      | Kenny van Hummel                              | 18.º     |
| 2010-2011 (Europe Tour)        | 2.º                       | Marcel Kittel                                 | 4.º      |
| 2011-2012 (Asia Tour)          | 18.º                      | Tom Veelers                                   | 34.º     |
| 2011-2012 (America Tour)       | 29.º                      | Roger Kluge                                   | 186.º    |
| 2011-2012 (Europe Tour)        | 2.º                       | John Degenkolb                                | 1.º      |

Tras discrepancias entre la UCI y los organizadores de las Grandes Vueltas, en 2009 se tuvo que refundar el UCI ProTour en una nueva estructura llamada UCI World Ranking, formada por carreras del UCI World Calendar; el equipo siguió siendo de categoría Continental Profesional pero tuvo derecho a entrar en ese ranking los dos primeros años por adherirse al pasaporte biológico.
| Año  | Clasificación por equipos | Mejor corredor en la clasificación individual | Posición |
| 2009 | 26.º                      | Jonathan Hivert                               | 118.º    |
| 2010 | 31.º                      | Dominique Cornu                               | 159.º    |

En su primera participación en el UCI WorldTour como equipo UCI ProTeam, las clasificaciones del equipo y su mejor ciclista son las siguientes:
| Año  | Clasificación por equipos | Mejor corredor en la clasificación individual | Posición |
| 2013 | 16.º                      | John Degenkolb                                | 41.º     |
| 2014 | 8.º                       | John Degenkolb                                | 13.º     |
| 2015 | 10.º                      | John Degenkolb                                | 12.º     |
| 2016 | 16.º                      | Tom Dumoulin                                  | 27.º     |
| 2017 | 4.º                       | Tom Dumoulin                                  | 3.º      |
| 2018 | 9.º                       | Michael Matthews                              | 7.º      |
| 2019 | 15.º                      | Michael Matthews                              | 33.º     |
| 2020 | 5.º                       | Marc Hirschi                                  | 20.º     |
| 2021 | 21.º                      | Romain Bardet                                 | 54.º     |
| 2022 | 20.º                      | Thymen Arensman                               | 33.º     |
| 2023 | 17.º                      | Romain Bardet                                 | 51.º     |

## Palmarés
Para años anteriores, véase Palmarés del Team Picnic PostNL

### Palmarés 2025

#### UCI WorldTour
| Fechas      | Carreras                       | Ganador         |
| 13 de mayo  | 4.ª etapa del Giro de Italia   | Casper van Uden |
| 19 de junio | 5.ª etapa de la Vuelta a Suiza | Oscar Onley     |

#### UCI ProSeries
| Fechas      | Carreras      | Ganador      |
| 19 de marzo | Nokere Koerse | Nils Eekhoff |

#### Circuitos Continentales UCI
| Fechas      | Circuito              | Carreras           | Ganador              |
| 30 de enero | UCI Oceania Tour 2025 | Clásica Costa Surf | Tobias Lund Andresen |

#### Campeonatos nacionales
| Fechas | Carreras | Ganador |

## Plantilla
Para años anteriores, véase Plantillas del Team Picnic PostNL

### Plantilla 2025
| Nombre                  | Nacimiento | Nacionalidad    | Equipo 2024                           |
| Tobias Lund Andresen    | 20/08/2002 | Dinamarca       | Team dsm-firmenich PostNL             |
| Warren Barguil          | 28/10/1991 | Francia         | Team dsm-firmenich PostNL             |
| Romain Bardet           | 09/11/1990 | Francia         | Team dsm-firmenich PostNL             |
| Pavel Bittner           | 29/10/2002 | República Checa | Team dsm-firmenich PostNL             |
| Romain Combaud          | 01/04/1991 | Francia         | Team dsm-firmenich PostNL             |
| John Degenkolb          | 07/01/1989 | Alemania        | Team dsm-firmenich PostNL             |
| Robbe Dhondt            | 25/06/2004 | Bélgica         | Development Team dsm-firmenich PostNL |
| Matthew Dinham          | 09/04/2000 | Australia       | Team dsm-firmenich PostNL             |
| Patrick Eddy            | 17/10/2002 | Australia       | Team dsm-firmenich PostNL             |
| Alexander Edmondson     | 22/12/1993 | Australia       | Team dsm-firmenich PostNL             |
| Nils Eekhoff            | 23/01/1998 | Países Bajos    | Team dsm-firmenich PostNL             |
| Sean Flynn              | 02/03/2000 | Reino Unido     | Team dsm-firmenich PostNL             |
| Chris Hamilton          | 18/05/1995 | Australia       | Team dsm-firmenich PostNL             |
| Fabio Jakobsen          | 31/08/1996 | Países Bajos    | Team dsm-firmenich PostNL             |
| Bjoern Koerdt           | 20/07/2004 | Reino Unido     | Team dsm-firmenich PostNL (stagiaire) |
| Gijs Leemreize          | 23/10/1999 | Países Bajos    | Team dsm-firmenich PostNL             |
| Enzo Leijnse            | 16/07/2001 | Países Bajos    | Team dsm-firmenich PostNL             |
| Niklas Märkl            | 03/03/1999 | Alemania        | Team dsm-firmenich PostNL             |
| Juan Guillermo Martínez | 21/11/2004 | Colombia        | Q36.5 Continental Team                |
| Tim Naberman            | 11/05/1999 | Países Bajos    | Team dsm-firmenich PostNL             |
| Oscar Onley             | 13/10/2002 | Reino Unido     | Team dsm-firmenich PostNL             |
| Max Poole               | 01/03/2003 | Reino Unido     | Team dsm-firmenich PostNL             |
| Timo Roosen             | 11/01/1993 | Países Bajos    | Team dsm-firmenich PostNL             |
| Julius van den Berg     | 23/10/1996 | Países Bajos    | Team dsm-firmenich PostNL             |
| Frank van den Broek     | 28/12/2000 | Países Bajos    | Team dsm-firmenich PostNL             |
| Casper van Uden         | 22/07/2001 | Países Bajos    | Team dsm-firmenich PostNL             |
| Kevin Vermaerke         | 16/10/2000 | Estados Unidos  | Team dsm-firmenich PostNL             |
| Bram Welten             | 29/03/1997 | Países Bajos    | Team dsm-firmenich PostNL             |

1. ↑  Hasta el 15 de junio.

Stagiaires

Desde el 1 de agosto, los siguientes corredores pasaron a formar parte del equipo como stagiaires (aprendices a prueba).
| Corredor       | Nacimiento | Nacionalidad | Equipo 2025                          |
| -------------- | ---------- | ------------ | ------------------------------------ |
| Dillon Corkery | 12/02/1999 | Irlanda      | Saint Michel-PREFERENCE HOME-Auber93 |
| Timo de Jong   | 28/03/1999 | Países Bajos | VolkerWessels Cycling Team           |